# Marván Muhsín
Marván Muhsín (مروان محسن, narozen 26. února 1989, Káhira) je egyptský fotbalový útočník a reprezentant, který v současnosti působí v portugalském klubu Gil Vicente.

## Klubová kariéra
V Egyptě hrál v klubu Petrojet FC. V létě 2014 přestoupil do portugalského Gil Vicente FC.

## Reprezentační kariéra
S egyptským týmem U23 se zúčastnil LOH 2012 v Londýně, kde byli Egypťané vyřazeni ve čtvrtfinále Japonskem poměrem 0:3. Na turnaji vstřelil jednu branku v zápase s Běloruskem (výhra 3:1).
V A-týmu Egypta debutoval v roce 2011.